# (3547) Serov
(3547) Serov (1978 TM6) – planetoida z pasa głównego asteroid okrążająca Słońce w ciągu 3,9 lat w średniej odległości 2,48 j.a. Odkryła ją Ludmiła Żurawlowa 2 października 1978 roku.